# لوثر إف. ماكيني
لوثر إف. ماكيني هو دبلوماسي وسياسي أمريكي، ولد في 25 أبريل 1841 في نيوارك في الولايات المتحدة، وتوفي في 30 يوليو 1922 في Bridgton, Maine ‏ في الولايات المتحدة. نشط حزبياً في الحزب الديمقراطي. وقد انتخب سفير وانتخب عضو مجلس نواب مين ‏ وانتخب عضو مجلس النواب الأمريكي ‏.